# NGC 2779
NGC 2779 est une galaxie lenticulaire située dans la constellation du Lynx. NGC 2779 a été découverte par le physicien irlandais George Stoney en 1850.

## Caractéristiques
Sa vitesse par rapport au fond diffus cosmologique est de 2 409 km/s, ce qui correspond à une distance de Hubble d'environ 35,5 Mpc (∼116 millions d'al).
En raison d'une brillance de surface égale à 14,06 mag/am2, on peut qualifier NGC 2779 de galaxie à faible brillance de surface (LSB en anglais pour low surface brightness). Les galaxies LSB sont des galaxies diffuses (D) avec une brillance de surface inférieure de moins d'une magnitude à celle du ciel nocturne ambiant.

## Groupe de NGC 2859

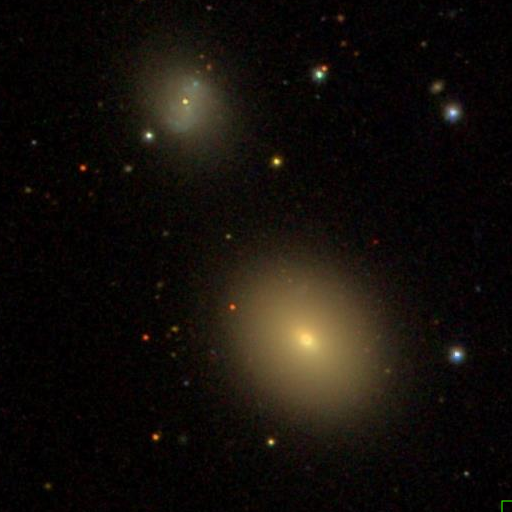
NGC2778 - NGC2779 - SDSS DR14. Image obtenue par Sloan Digital Sky Survey, DR14 avec SciServer.

NGC 2779 est à peu près à la même distance de nous que NGC 2778 et elles sont rapprochées sur la sphère céleste. Il est donc possible que NGC 2778 et NGC 2779 forment une paire de galaxie. Cependant, la base de données NASA/IPAC mentionne la possibilité que NGC 2778 soit une galaxie du champ, c'est-à-dire qu'elle n'appartient pas à un amas ou un groupe et qu'elle est donc gravitationnellement isolée et elle mentionne que NGC 2779 est membre d'un groupe. L'article publié en 1998 par Abraham Mahtessian n'inclue pas NGC 2779 dans le groupe de NGC 2859, mais NGC 2778 y figure. Si NGC 2778 et NGC 2779 forme une paire de galaxies, alors NGC 2779 devrait aussi faire partie du groupe de NGC 2859.
Selon site « Un atlas de l'Univers » de Richard Powell, le groupe de NGC 2859 compte aussi deux autres galaxies, soit UGC 5015  et UGC 5020.
Les galaxies NGC 2778 et NGC 2780 figurent aussi dans un groupe de galaxies (le groupe de NGC 2778) indiqué dans un article d'A.M. Garcia paru en 1993. Deux autres galaxie apparaissent dans le groupe, soit UGC 4777 et UGC 4834.
En résumé, le groupe de NGC 2859 compterait donc au moins 8 galaxies et peut-être une neuvième : NGC 2778, NGC 2780, NGC 2793, NGC 2859, UGC 4777, UGC 4834, UGC 5015, UGC 5020 et peut-être NGC 2779.